# 高橋千咲姫
高橋 千咲姫（たかはし ちさき、1986年6月26日 - ）は、千葉県出身の元レースクイーン、元女性モデル。アイドルユニット「dreamy」のメンバーでもある。
アイズ→フォルテシモ→ジオプロモーションの順に所属していた。
2014年10月12日のブログで、同年で芸能界を引退することを発表、同年12月を以って引退した。

## 人物
- 4人兄妹の3番目（兄2人と妹がいる[2]）として生まれる。
- 趣味：買い物、書道
- 特技：ダンス
- 衣料管理士2級の資格を持っている。

## 作品

### CD
- 「TOKYO AUTOSALON 2009 presents EVOLUTION #05 」（2008年12月17日、avex trax）
  - 曲名『OPEN YOUR EYES』
- 「I'm your angel」ドリフトエンジェルス（2010年7月1日、スロウボールレコーズ）
  - 収録曲『I'm your angel』『ラムのラブソング』

## 活動

### レースクイーン、イメージガール
- 2007年：修斗ラウンドガール
- 2008年：SUPER GT「WedsSportRACING PROJECT BANDOHレースクイーン」
- 2009年：東京オートサロンイメージガール「A-class」
- 2009年～2011年：SUPER GT「LEXUS TEAM PETRONAS TOM'S バンテリンレースクイーン」
- 2010年～2011年：D1グランプリ　レースクイーン「アップガレージドリフトエンジェルス」
- 2012年～2013年：PANCRASEラウンドガール
- 2013年～2014年：SUPER GT「LEXUS TEAM KeePer TOM'S キーパーエンジェルズ」

### テレビ
- TOKYO DRIFT GIRLS（2011年1月 - 3月、テレビ東京）

### その他
- U-side ウェブモデル
- 「ジョイフルエリ」振袖スチール（2007年）
- GOLF TODAY（三栄書房）「GOLF TODAY バーディー's」（2011年 - ）